# Филип Лам
Филип Лам (на немски: Philipp Lahm) е бивш германски футболист роден на 11 ноември 1983 г. в Мюнхен. По време на професионалната си кариера играе като десен бек, но също и като дефанзивен полузащитник, а в ранната си кариера започва като ляв бек. Почти цялата си кариера играе за Байерн Мюнхен, с изключение на два сезона под наем в Щутгарт в ранните си години. От пролетния дял на сезон 2010/11 до края на кариерата си (сезон 2016/17) е капитан на Баварците, през който период отборът печели множество титли, включително требъл. Смятан е за един от най-добрите десни бек на своето поколение и в историята на Бундеслигата. Лам е продукт на детско-юношеската школа на Байерн и се налага като неизменна част от стартовия състав на баварския гранд.

## Кариера
Филип Лам се развива като професионален играч в младежкия отбор на Байерн Мюнхен. Лам е отстъпен под наем на Щутгарт през сезоните 2003/04 и 2004/05, защото главният ляв защитник в отбора на Байерн по това време е Бишенте Лизаразу. Преди началото на сезон 2005/06 претърпява контузия и завръщането му се отлага за декември 2005 година.
Вкарва първия гол на Световното първенство през 2006 година срещу Коста Рика в шестата минута.
Лам бива номиниран за Играч на Годината на УЕФА заради невероятното му представяне на Световното първенство заедно със сънародниците му Мирослав Клозе, Михаел Балак и Йенс Леман, но наградата печели Фабио Канаваро. Въпреки това е избран за ляв защитник в Отбора на Годината на УЕФА.
Филип Лам е капитан на Байерн Мюнхен (от пролетта на 2011 г. до края на кариерата си) и Германия (от лятото на 2010 г. до 2014 г.). След спечелването на Световното първенство през 2014 г. слага край на кариерата си в националния отбор на Германия. След зимната пауза на сезон 2016/17, Лам обявява, че ще прекрати кариерата си след края на сезона.

## Успехи

### Клубни Успехи
Байерн Мюнхен
- Бундеслига: 2005/06, 2007/08, 2009/10, 2012/13, 2013/14, 2014/15, 2015/16, 2016/17
- Купа на Германия: 2005/06, 2007/08, 2009/10, 2012/2013, 2013/2014, 2015/16
- Суперкупа на Европа: 2013
- Суперкупа на Германия: 2010, 2012, 2016
- Купа на Лигата: 2007
- Шампионска лига: 2012/13
- Световно клубно първенство: 2013
- Заема място в идеалния състав на ФИФА за десен бек: 2013

### Национален отбор
- Световен шампион: 2014
- Финалист на Европейско първенство по футбол: 2008
- Трето място на Световно първенство по футбол: 2006, 2010